# Die Bäckerin von Monceau
Die Bäckerin von Monceau (Originaltitel: La Boulangère de Monceau) ist ein französischer Kurzfilm aus dem Jahr 1962 und der erste Teil aus dem Zyklus Sechs moralische Erzählungen von Éric Rohmer. Der Kurzfilm wurde in Schwarzweiß und im 16-mm-Format gedreht und nach dem Schnitt vertont und mit einem Kommentar (Sprecher: Bertrand Tavernier) versehen.

## Handlung
Der Film spielt in Paris, in einem eng begrenzten Gebiet rund um eine große Straßenkreuzung im 17. Arrondissement am Rand der Plaine Monceau. Der Erzähler, ein Jurastudent kurz vor seinem Examen, verliebt sich in Sylvie, der er regelmäßig auf dem Weg von seiner Wohnung zum Abendessen begegnet. Sein Freund Schmidt ermuntert ihn, Sylvie anzusprechen, was er dann auch tut. Sie zeigt sich interessiert, eine Einladung in ein Café lehnt sie aber zunächst ab. Von diesem Tag an begegnet er ihr nicht mehr und so beginnt er sie zu suchen.
Um die Wahrscheinlichkeit eines Wiedersehens zu erhöhen, verzichtet der Erzähler in den nächsten Wochen auf das Abendessen und verbringt diese Zeit auf dem Markt des Viertels. In einer Bäckerei lernt er die Verkäuferin Jacqueline kennen und verabredet sich mit ihr. In diesem Moment taucht Sylvie wieder auf, die nach einem Unfall ein Bein in Gips hatte und den Erzähler nur aus ihrer Wohnung gegenüber der Bäckerei beobachten konnte. Er versetzt die Verkäuferin und heiratet Sylvie.